# Autapomorfia

Cladograma que mostra la terminologia utilitzada per descriure diferents patrons d'estats de caràcters ancestrals i derivats

En la cladística, una autapomorfia és un caràcter exclusiu i, per tant, distintiu dels membres d'un clade o branca evolutiva i del tàxon definit per a aquest clade.
Serveix com a distinció entre grups (espècie, família, gènere), ja que tal caràcter no serà trobat en més d'un d'ells.
Aquest terme té utilitat quan es tracta d'un clade terminal, especialment si és una única espècie, perquè, si és compartit per diversos tàxons es pot descriure equivalentment com una sinapomorfia dels membres del clade.
Els trets autopomòrfics permeten definir les característiques pròpies d'un tàxon: per exemple la forma arrodonida de les òrbites i la presència d'un espai retromolar separant les dents de la branca muntant de la mandíbula són caràcters autopomòrfics de l'home de Neandertal.
Un exemple d'autapomorfia és la presència d'un únic dit funcional en els èquids, essent que la presència de cinc dits és una condició plesiomòrfica.